# Wydział Nauk o Zdrowiu Uniwersytetu Katolickiego w Rużomberku
Wydział Nauk o Zdrowiu Uniwersytetu Katolickiego w Rużomberku został założony 1 lipca 2005 roku. Obecnie (2012) dziekanem wydziału jest prof. Anton Lacko.

## Katedry wydziału[3]
- Katedra położnictwa
- Katedra zdrowia oublicznego
- Katedra doraźnej pomocy medycznej
- Katedra fizjoterapii